# Hylaeus bacillarius
Hylaeus bacillarius är en biart som först beskrevs av Cockerell 1914.  Hylaeus bacillarius ingår i släktet citronbin, och familjen korttungebin. Inga underarter finns listade i Catalogue of Life.

## Bildgalleri

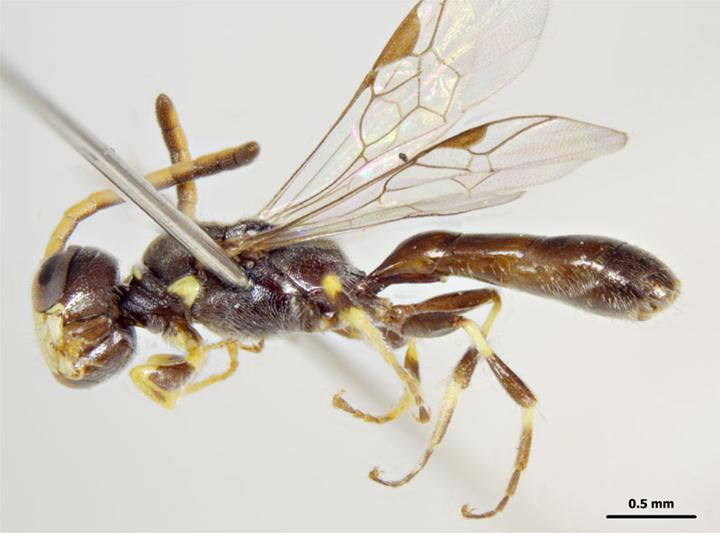